# Annica Dahlström
Annica Dahlström (nacida en 1941) es una médica sueca, profesora emérita de Histología y Neurociencia en el Departamento de Química Médica y Biología Celular de la Universidad de Gotemburgo.
Sus investigaciones se centran en cómo las células nerviosas almacenan y transportan señales, pero también ha trabajado en muchas otras áreas de la histología y la neurociencia. A la edad de 25 años fue la médica sueca más joven en obtener un doctorado. Fue profesora de Histología y Neurociencia en la Universidad de Gotemburgo desde 1983 hasta su jubilación en 2008.
Dahlström ha participado en el debate sobre la relación entre género y función cerebral. En 2007 publicó el libro Könet sitter i hjärnan (El género está en el cerebro), que describió como un compendio de los últimos 15 años de investigación internacional sobre el cerebro y cómo el cerebro afecta el comportamiento humano. Este libro, que en su mayoría hace referencia a estudios realizados antes de 1990, ha sido criticado públicamente por inexactitudes.